# Campionati europei di 470 2014
I Campionati europei di 470 2014 si sono svolti ad Atene, in Grecia, dall'8 al 15 luglio 2014.

## Podi
| Evento        | Oro                                     | Argento                                      | Bronzo                              |
| 470 Open      | Regno Unito Luke Patience Elliot Willis | Austria Matthias Schmid Florian Reichstädter | Croazia Šime Fantela Igor Marenić   |
| 470 Femminile | Austria Lara Vadlau Jolanta Ogar        | Regno Unito Hannah Mills Saskia Clark        | Slovenia Tina Mrak Veronika Macarol |

## Medagliere
| Posiz. | Nazione     | Oro | Argento | Bronzo | Totale |
| ------ | ----------- | --- | ------- | ------ | ------ |
| 1      | Regno Unito | 1   | 1       | 0      | 2      |
| 1      | Austria     | 1   | 1       | 0      | 2      |
| 2      | Croazia     | 0   | 0       | 1      | 1      |
| 2      | Slovenia    | 0   | 0       | 1      | 1      |
| Totale | Totale      | 2   | 2       | 2      | 6      |